# Opisthokonta (classification phylogénétique)
Cette page a pour objet de présenter un arbre phylogénétique des Opisthokonta (Opisthocontes), c'est-à-dire un cladogramme mettant en lumière les relations de parenté existant entre leurs différents groupes (ou taxa), telles que les dernières analyses reconnues les proposent. Ce n'est qu'une possibilité, et les principaux débats qui subsistent au sein de la communauté scientifique sont brièvement présentés ci-dessous, avant la bibliographie.

## Arbre phylogénétique
Le cladogramme présenté ici ne possède qu'une valeur indicative. Il n'est pas forcément consensuel, et on peut toujours se référer à la bibliographie au bas de l'article.
Le symbole ▲ renvoie à la partie immédiatement supérieure de l'arbre phylogénétique du vivant. Le signe ► renvoie à la classification phylogénétique du groupe considéré. Tout nœud de l'arbre portant plus de deux branches montre une indétermination de la phylogénie interne du groupe considéré.
Les habitudes typographiques des botanistes et des zoologistes sont différentes. Ici, par commodité de lecture, et certains groupes actuels relevant des deux domaines traditionnels, les noms de taxons supérieurs au genre sont tous écrits en caractères droits, les noms de genres ou d'espèces en italiques.
À la suite d'un taxon, sa période d'apparition, quand elle est connue, peut être indiquée suivant la légende suivante :
(Plé) : Pléistocène ; (Pli) : Pliocène ; (Mio) : Miocène ; (Oli) : Oligocène ; (Éoc) : Éocène ; (Pal) : Paléocène ; (Cré) : Crétacé ; (Jur) : Jurassique ; (Tri) : Trias ; (Per) : Permien ; (Car) : Carbonifère ; (Dév) : Dévonien ; (Sil) : Silurien ; (Ord) : Ordovicien ; (Camb) : Cambrien ; (Edi) : Édiacarien. Pour plus de précision si possible, (-) : inférieur ; (~) : moyen ; (+) : supérieur.

- ▲
  - Opisthokonta
    - Holomycota ou Nucletmycea
      - Fungi ou Mycota ►
      - ...
        - Fonticula
        - Nucleariidae

    - Holozoa
      - Filozoa
        - Filasterea
          - Capsasporidae
          - Ministeriidae

        - Choanobionta
          - Metazoa ►
          - Choanomonada ou Choanoflagellata
            - Acanthoecidae
              - Tectiformes
              - Nudiformes

            - Craspedida
              - Codonosigidae ou Monosigidae (paraphylétique)
              - Salpingoecidae (polyphylétique)

      - Mesomycetozoa s.s.
        - Corallochytrida
        - Ichthyosporea
          - ? Aphelidea
          - Dermocystida ou Rhinosporidiaceae
          - Ichthyophonida
            - ...
              - Sphaeroforma
              - Anurofeca

            - ...
              - Ichthyophonus
              - ...
                - Amoebidiaceae
                - Eccrinales

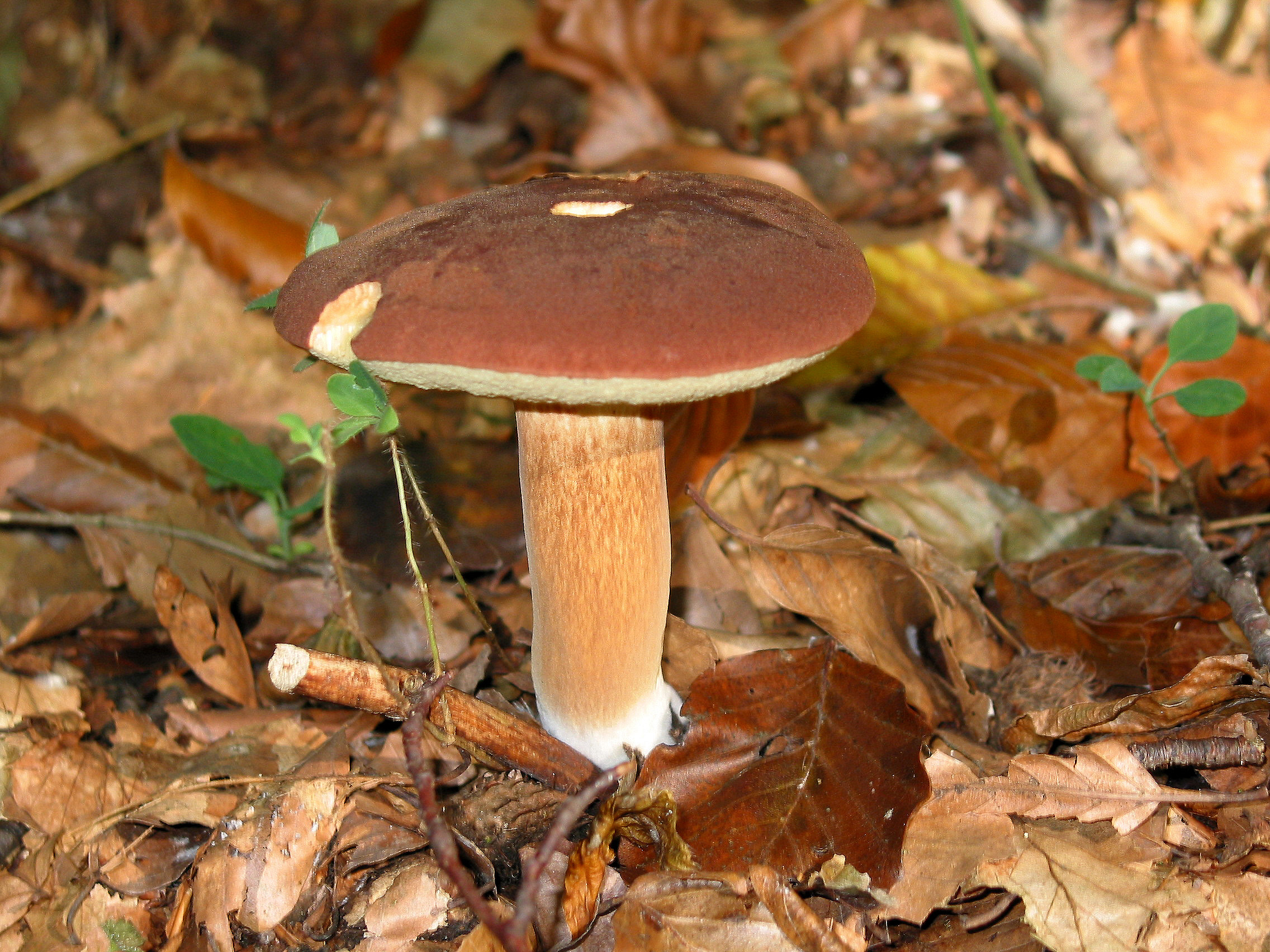
Boletus badius (Basidiomycota, Boletales)
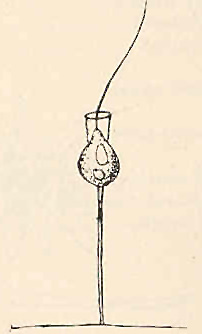
Schéma de Codonosiga botrytis (Choanoflagellata)
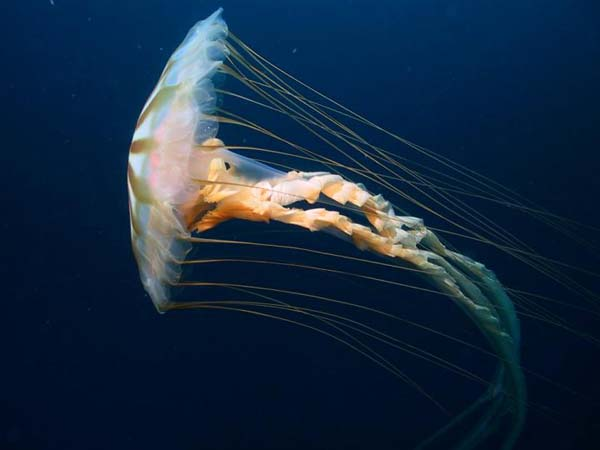
Chrysaora sp. (Cnidaria, Scyphozoa)
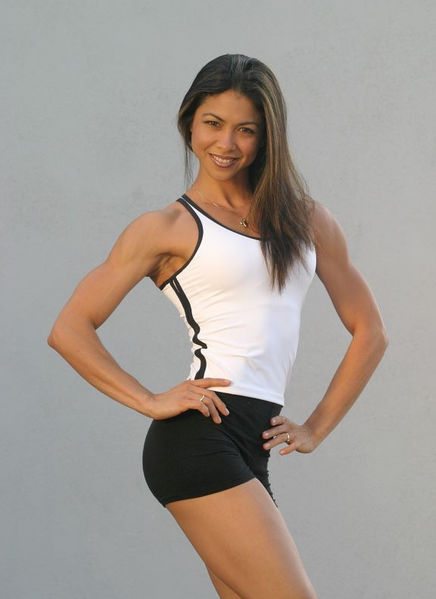
Homo sapiens (Chordata, Mammalia, Primates)

## Débat scientifique relatif à la phylogénie desOpisthokonta
La monophylie du groupe n'est plus aujourd'hui remise en question. Mais la question de son groupe-frère n'est pas tranchée : les seuls Amoebozoa (pour former ensemble les Unikonta, groupe-frère à son tour des Bikonta), ou bien l'ensemble des Anterokonta (regroupant Amoebozoa et Bikonta) ?
À la base de l'arbre des Opisthocontes, le grade des Mesomycetozoa (lato sensu), ou Choanozoa, est paraphylétique. Il regroupe des organismes que les phylogénies moléculaires ont révélé être proches parents, et qui auparavant étaient dispersés dans la classification des Protistes ou des Champignons, . Les Choanoflagellés en ont été détachés, comme étant plus proches des Animaux, puis les Nucleariida, plus proches des Champignons. 

### Classification proposée par Adlet al.2005
Ce comité a proposé une nouvelle classification, remplaçant celle des anciens Protistes et tenant compte des phylogénies moléculaires récentes. Elle regroupe les Eucaryotes en six groupes réputés monophylétiques. Voici ce qui concerne les Opisthocontes.

## En savoir plus
: document utilisé comme source pour la rédaction de cet article.

### Sources bibliographiques
- Matthew W. Brown, Frederick W. Spiegel et Jeffrey D. Silberman : « Phylogeny of the ‘‘Forgotten’’ Cellular Slime Mold, Fonticula alba, Reveals a Key Evolutionary Branch within Opisthokonta », Mol. Biol. Evol., vol. 26, n°12, 2009, pp. 2699-2709
- M. Carr, B. S. C. Leadbeater, R. Hassan, M. Nelson et S. L. Baldauf : « Molecular phylogeny of choanoflagellates, the sister group to Metazoa », PNAS, vol. 105, n°43, 2008, pp. 16641-16646
- Kamran Shalchian-Tabrizi, Marianne A. Minge, Mari Espelund, Russell Orr, Torgeir Ruden, Kjetill S. Jakobsen, Thomas Cavalier-Smith : « Multigene Phylogeny of Choanozoa and the Origin of Animals », PLoS One, 3 (5), e2098, 2008
- Emma T. Steenkamp, Jane Wright et Sandra L. Baldauf : « The Protistan Origins of Animals and Fungi », Molecular Biology and Evolution, vol. 23, n°1, 2006, pp. 93-106
- Sina M. Adl et al. : « The New Higher Level Classification of Eukaryotes »(Archive.org • Wikiwix • Archive.is • Google • Que faire ?), J. Eukaryot. Microbiol., vol. 52, n°5, 2005, pp. 399–451
- Roger A. Herr, Libero Ajello, John W. Taylor, Sarath N. Arseculeratne et Leonel Mendoza : « Phylogenetic Analysis of Rhinosporidium seeberi’s 18S Small-Subunit Ribosomal DNA Groups This Pathogen among Members of the Protoctistan Mesomycetozoa Clade », J. Clin. Microbiol., vol. 37, n° 9, 1999, pp. 2750–2754